# اس‌ام یوسی-۶۱
اس‌ام یوسی-۶۱ (به انگلیسی: SM UC-61) یک زیردریایی است که طول آن ۱۷۰ فوت ۱ اینچ (۵۱٫۸۴ متر) می‌باشد. این زیردریایی در سال ۱۹۱۶ ساخته شد.